# Kavabucsi Szaburó
Kavabucsi Szaburó (Oszaka, 1936. december 3. –) japán válogatott labdarúgó.
A japán válogatott tagjaként részt vett az 1964. évi nyári olimpiai játékokon.

## Statisztika
| Japán válogatott | Japán válogatott | Japán válogatott |
| Időszak          | Mérk.            | gól              |
| ---------------- | ---------------- | ---------------- |
| 1958             | 2                | 2                |
| 1959             | 9                | 3                |
| 1960             | 1                | 0                |
| 1961             | 6                | 1                |
| 1962             | 6                | 2                |
| 1963             | 0                | 0                |
| 1964             | 0                | 0                |
| 1965             | 2                | 0                |
| Összesen         | 26               | 8                |